# 維珍尼亞鐵路特快
維珍尼亞鐵路特快（英語：Virginia Railway Express）是美國的一個通勤鐵路系統，連接維珍尼亞州北部與华盛顿哥伦比亚特区的聯合車站。其有兩條路線：其一為弗雷德里克斯堡線（英語：Fredericksburg Line），通往維珍尼亞州的費德里克斯堡，另一為馬納薩斯線（英語：Manassas Line），通至維珍尼亞州的布里斯托。
前往馬納薩斯的列車在1992年6月22日起開行，費德里克斯堡則在同年7月20日開行。
維珍尼亞鐵路特快由北維珍尼亞交通委員會與波多馬克及拉帕漢諾克交通委員會共同持有。兩者都是由維珍尼亞聯邦創立。而位處各委員會範圍內的地方政府（如縣政府與市政府）則是其下成員。

## 歷史
早在1964年，北維珍尼亞交通委員會便開始討論在維吉尼亞州北部建立通勤鐵路服務的可能，但因為擁有主要通勤客源區域之路線的貨運鐵路公司反對而胎死腹中。但華盛頓都會區政府首長議會最終還是委託顧問公司（R.L. Banks and Associates, Inc.）研討區域通勤鐵路的可能性，並在1984年開始積極籌備維吉尼亞鐵路快線。
到了1986年，在NVTC以外的區域顯然未能達成加入NVTC以支持維吉尼亞鐵路快線的協議。因此威廉王子郡、斯塔福德郡、馬納薩斯市成立了PRTC。並立法增收2%的機動車輛燃料稅以支持維吉尼亞鐵路快線的支出與其他運輸項目投資。

## 營運
維珍尼亞鐵路特快在周一至周五營運，假日停駛或減班服務。並與馬里蘭區域通勤鐵路訂有互惠協議，乘客在某些條件下可互相轉乘。
維珍尼亞鐵路特快線行駛路線乃由美鐵、諾福克南方鐵路、CSX運輸等公司擁有與維護。費德里克斯堡線大部分為CSX運輸所有的路線，馬納薩斯線在亞歷山卓以西的路線大部分為諾福克南方鐵路所有。大多數班次的北終點站為華盛頓聯合車站，該站與站內路線為美鐵所有。

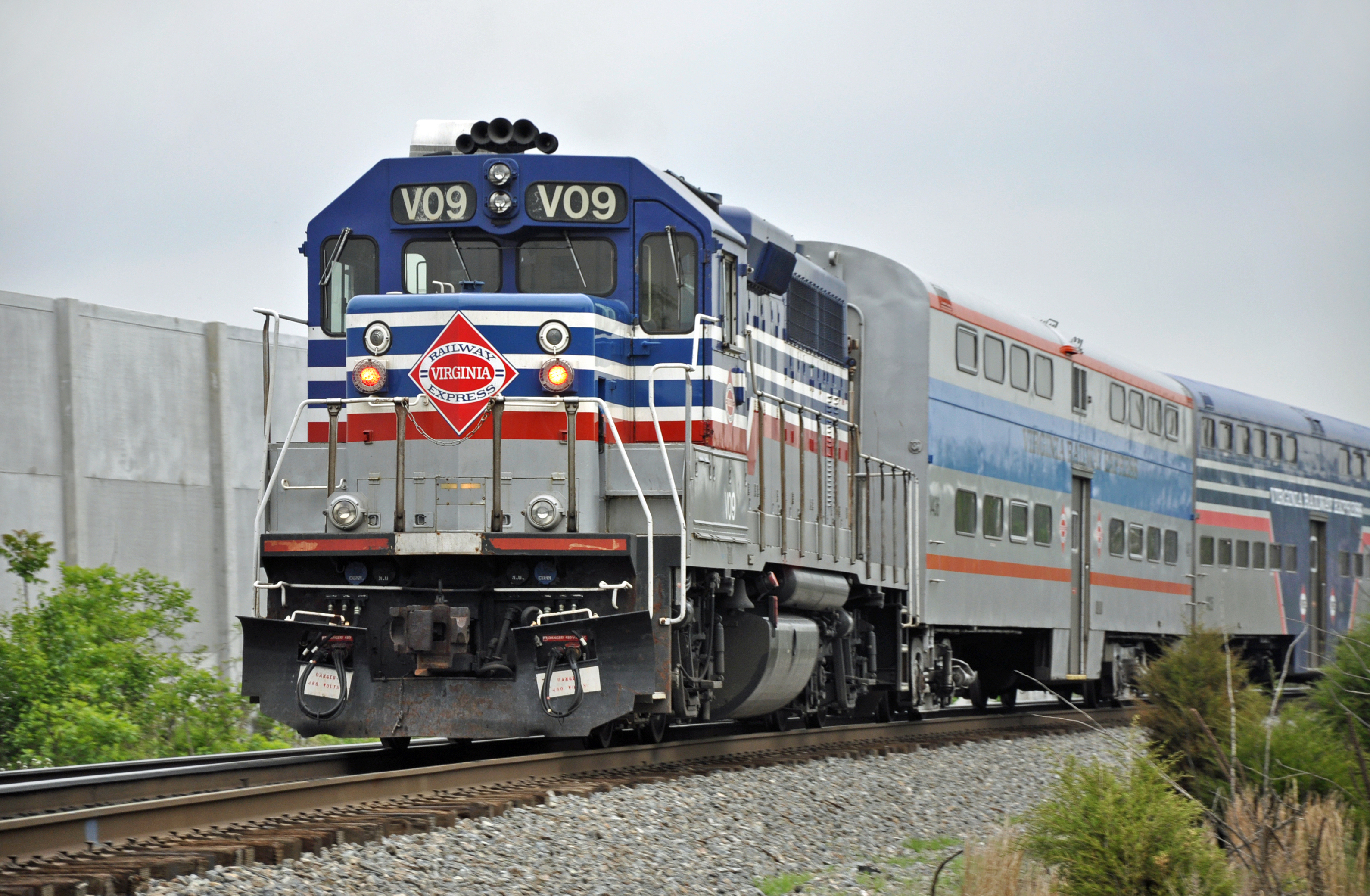
維珍尼亞鐵路特快的GP-39柴電機車在費德里克斯堡附近牽引客運列車。

維珍尼亞鐵路特快的列車最初是由 Amtrak 負責運行。在2009年11月5日，維珍尼亞鐵路特快的營運契約改交由凱奧雷斯，並在2010年7月12日正式交由該公司運行；該日期較原訂日期晚了兩周，以便讓凱奧雷斯公司的員工學習如何操作維珍尼亞鐵路特快的火車。

## 路線與車站
維珍尼亞鐵路特快的車費依距離而定，將19個車站分成不同的收費區。

### 費德里克斯堡線
費德里克斯堡線沿南北方向行走，使用CSX的軌道，曾經屬於列治文、費德里克斯堡及波多馬克鐵路。美鐵前往維珍尼亞州列治文與更南面的列車也使用這條軌道。往斯波特塞法尼亞的延線在2015年11月啟用。
| 中文站名             | 英文站名 | 收費區 | 距離（英哩） | 轉乘                   |
| -------------------- | -------- | ------ | ------------ | ---------------------- |
| 聯合車站             |          | 1      | 0            | 華盛頓地鐵、MARC、美鐵 |
| 朗方廣場             |          | 1      | 2            | 華盛頓地鐵             |
| 水晶市               |          | 2      | 5            | 華盛頓地鐵、Metroway   |
| 亞歷山德里亞聯合車站 |          | 2      | 9            | 華盛頓地鐵、美鐵       |
| 法蘭克尼亞-春田      |          | 3      | 14           | 華盛頓地鐵             |
| 羅頓                 |          | 4      | 19           |                        |
| 伍德布里奇           |          | 5      | 24           | 美鐵                   |
| 里彭                 |          | 5      | 28           |                        |
| 波多馬克河岸         |          |        | 31           |                        |
| 匡提科               |          | 6      | 35           | 美鐵                   |
| 布魯克               |          | 8      | 46           |                        |
| 利蘭路               |          | 8      | 51           |                        |
| 費德里克斯堡         |          | 9      | 55           | 美鐵                   |
| 斯波特塞法尼亞       |          | 9      | 60           |                        |

### 馬納薩斯線
馬納薩斯線沿東西方向行走，使用諾福克南方鐵路的軌道。3班美鐵列車，包括前往亞特蘭大和新奧爾良的新月號、往芝加哥的紅雀號以及往羅阿諾克的東北區域號也使用這條軌道。維珍尼亞鐵路特快正研究將馬納薩斯線向西延長至蓋恩斯維爾和乾草市場。
| 中文站名             | 英文站名 | 收費區 | 距離（英哩） | 轉乘                   |
| -------------------- | -------- | ------ | ------------ | ---------------------- |
| 聯合車站             |          | 1      | 0            | 華盛頓地鐵、MARC、美鐵 |
| 朗方廣場             |          | 1      | 2            | 華盛頓地鐵             |
| 水晶市               |          | 2      | 5            | 華盛頓地鐵、Metroway   |
| 亞歷山德里亞聯合車站 |          | 2      | 9            | 華盛頓地鐵、美鐵       |
| 巴克里克路           |          | 3      | 13           |                        |
| 滾動路               |          | 4      | 19           |                        |
| 伯克中心             |          | 4      | 21           | 美鐵                   |
| 馬納薩斯公園         |          | 6      | 29           |                        |
| 馬納薩斯             |          | 6      | 32           | 美鐵                   |
| 寬跑                 |          | 6      | 35           |                        |

## 外部連結
- Virginia Railway Express official site （页面存档备份，存于）
- VRE Schedule （页面存档备份，存于） (unofficial)
- Railfanning.org: VRE Profile